# Rivière Saint-Régis (vattendrag i Kanada, lat 45,41, long -73,57)
Rivière Saint-Régis är ett vattendrag i Kanada.   Det ligger i provinsen Québec, i den sydöstra delen av landet, 170 km öster om huvudstaden Ottawa.
Runt Rivière Saint-Régis är det i huvudsak tätbebyggt. Runt Rivière Saint-Régis är det tätbefolkat, med 442 invånare per kvadratkilometer.